# Badflickan
Badflickan (engelska: Thrill of a Romance) är en amerikansk romantisk musikalfilm från 1945 i regi av Richard Thorpe. I huvudrollerna ses Van Johnson, Esther Williams och Carleton G. Young. I filmen framträder även operasångaren Lauritz Melchior med musiknummer. Det här är den andra av fem filmer där Williams och Johnson spelade mot varandra, under en period på åtta år, den första var Hjältar dö aldrig (1943) och de följande Du ska' bli min! (1946), Ur vattnet i elden (1950) och Fest i Florida (1953).

## Rollista i urval
- Esther Williams - Cynthia Glenn
- Van Johnson - Major Thomas Milvaine
- Carleton G. Young - Robert G. Delbar
- Frances Gifford - Maude Bancroft
- Henry Travers - Hobart 'Hobie' Glenn
- Spring Byington - Nona Glenn
- Lauritz Melchior - Nils Knudsen
- Jane Isbell - Giggling Girl
- Ethel Griffies - Mrs. Sarah Fenway
- Donald Curtis - K.O. Karny
- Jerry Scott - Lyonel
- Fernando Alvarado - Julio
- Helene Stanley - Susan Dorsey
- Vince Barnett - Oscar, servitören
- Billy House - Dr. Tove
- Joan Fay Macaboy - Betty
- Tommy Dorsey - sig själv
- Jeff Chandler - sångare